# Cyril Wong
 Cyril Wong  (Singapura, 27 de julho de 1977) é um escritor de Singapura.

## Biografia
Estudou na St Patrick's School, na Temasek Junior College e na Universidade Nacional de Singapura.
Os seus poemas publicam-se em publicações (Atlanta Review, Fulcrum 3, Poetry International, Dimsum, Poetry New Zealand, Wascana Review, Asia Literary Review, etc)  , em canções e em películas diversas. É contratenor e vive em Singapura com o seu namorado, o cantante Wilson Goh.

## Obra
- Excess Baggage and Claim, mit Terry Jaensch (Transit Lounge, 2007) ISBN 9780975022856
- Like A Seed With Its Singular Purpose (Firstfruits, 2006) ISBN 9810559305
- Unmarked Treasure (Firstfruits, 2004) ISBN 981050408X
- Below: Absence (Firstfruits, 2002) ISBN 9810475926
- The End of His Orbit (Firstfruits, 2001) ISBN 9810443293
- Squatting Quietly (Firstfruits, 2000) ISBN 981042826X

## Prêmios
- Singapore Literature Prize (2006)
- National Arts Council's Young Artist Award (Singapur, 2005)
- Golden Point Award (Singapur, 2004)
- Potent Prose Ax Prize (Estados Unidos, 2002)